# Xian de Shanyin
Le xian de Shanyin (山阴县 ; pinyin : Shānyīn Xiàn) est un district administratif de la province du Shanxi en Chine. Il est placé sous la juridiction de la ville-préfecture de Shuozhou.

## Démographie
La population du district était de 206 267 habitants en 1999.